# Ludwik Żurowski
Ludwik Żurowski (ur. 9 sierpnia 1901 w Łazach, zm. 1998 w Krakowie) – polski lekarz i społecznik, Sprawiedliwy wśród Narodów Świata.

## Życiorys

### Historia rodziny
Pochodził z rodziny szlacheckiej osiadłej w Łazach w obecnym powiecie krakowskim na podstawie aktu nadania sołtysowstwa jerzmanowskiego na rzecz przodka, Jana Michała Żurowskiego, towarzysza chorągwi pancernej i jego spadkobierców, przez króla Augusta II w dniu 12 kwietnia 1724 roku. Początkowo ród Żurowskich był osiadły w Jerzmanowicach, posiadłości królewskiej i do pobliskich Łaz przeniósł się dopiero w końcu XIX wieku. Ludwik był jednym z czterech synów Jana Żurowskiego (1863–1953) i Barbary z domu Gzyl. Majątek w Łazach przejął Jan Michał (1897–1989), najstarszy brat Ludwika.
Maturę uzyskał w Olkuszu, a następnie studiował na Uniwersytecie Jagiellońskim, gdzie w roku 1930 otrzymał dyplom doktora medycyny. Zawarł związek małżeński z Marią z domu Rogalską. Ich dziećmi byli Jacek, Alina, Marek i Ludwik.

### Czas wojny

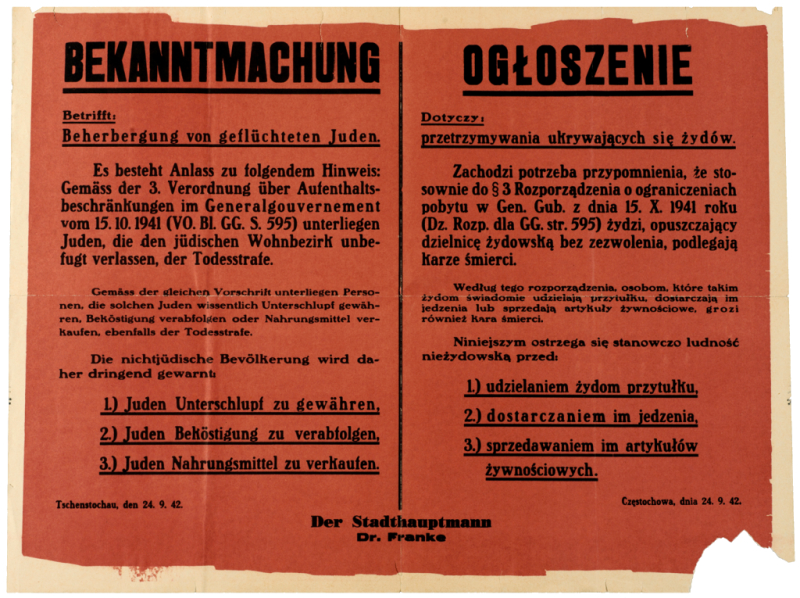
Okupacyjne władze niemieckie karały śmiercią każdą pomoc Żydom na terenie całego Generalnego Gubernatorstwa

W czasie okupacji niemieckiej mieszkał w Krakowie, który w tym czasie był stolicą niemieckiego Generalnego Gubernatorstwa. Pełnił funkcję lekarza odpowiedzialnego za walkę z chorobami zakaźnymi wśród pracowników polskich i żydowskich fabryk w Krakowie. Dzięki temu mógł swobodnie poruszać się po całym mieście i nieść pomoc Żydom zamkniętym w krakowskim getcie. Pomoc tę kontynuował z narażeniem życia mimo incydentu aresztowania i pobicia go przez niemieckie gestapo. Przy pomocy farmaceuty Tadeusza Pankiewicza przemycał do getta m.in. farbę do włosów, która była potrzebna siwiejącym mężczyznom, selekcjonowanym w getcie do pracy lub do wywiezienia do niemieckiego obozu koncentracyjnego. Żona Żurowskiego, Maria, przygotowywała w aptecznych butelkach mikstury tłuszczu i cukru, które jej mąż zabierał do getta w celu dożywiania pacjentów.
Był także lekarzem w jednej z fabryk amunicji w Krakowie, gdzie przekonał niemieckiego dyrektora, że rzadkie choroby potrafią leczyć jedynie lekarze żydowscy. W ten sposób uratował przed wywiezieniem swojego przedwojennego szefa, dr. Aleksandra Bibersteina. W szczególności uratował z getta całą rodzinę lekarza Juliana Aleksandrowicza, którą umieścił w mieszkaniu profesora Andrzeja Stopki. Julian Aleksandrowicz, dzięki fałszywym dokumentom, od roku 1943 sam walczył jako partyzant Armii Krajowej, za co został odznaczony orderem Virtuti Militari.
W rodzinnych Łazach 16 lipca 1943 roku niemieckie wojsko przeprowadziło pacyfikację wsi, w czasie której zamordowało 4 osoby podczas nieskutecznych tortur mających na celu wydobycie informacji o lokalnych siłach Armii Krajowej. W obozie niemieckim w Płaszowie zginęły dalsze trzy osoby. Jednym z torturowanych przez Niemców w Łazach był starszy brat Ludwika, Jan Michał.

### Czas po wojnie
Ludwik Żurowski po wojnie kontynuował pracę lekarza w Krakowie, także w III Klinice Chorób Wewnętrznych ówczesnej Akademii Medycznej. W roku 1982 został odznaczony najwyższym odznaczeniem cywilnym nadawanym nie-Żydom przez państwo Izrael – medalem Sprawiedliwy wśród Narodów Świata i uhonorowany drzewem zasadzonym w Ogrodzie Sprawiedliwych w Jad Waszem w Jerozolimie.
Uratowany przez niego profesor Julian Aleksandrowicz, z którym utrzymywał kontakt, w roku 1962 wydał swoje wspomnienia okupacyjne z posłowiem Władysława Bartoszewskiego.
Pochowany na cmentarzu Rakowickim w Krakowie (pas 25, wsch.)

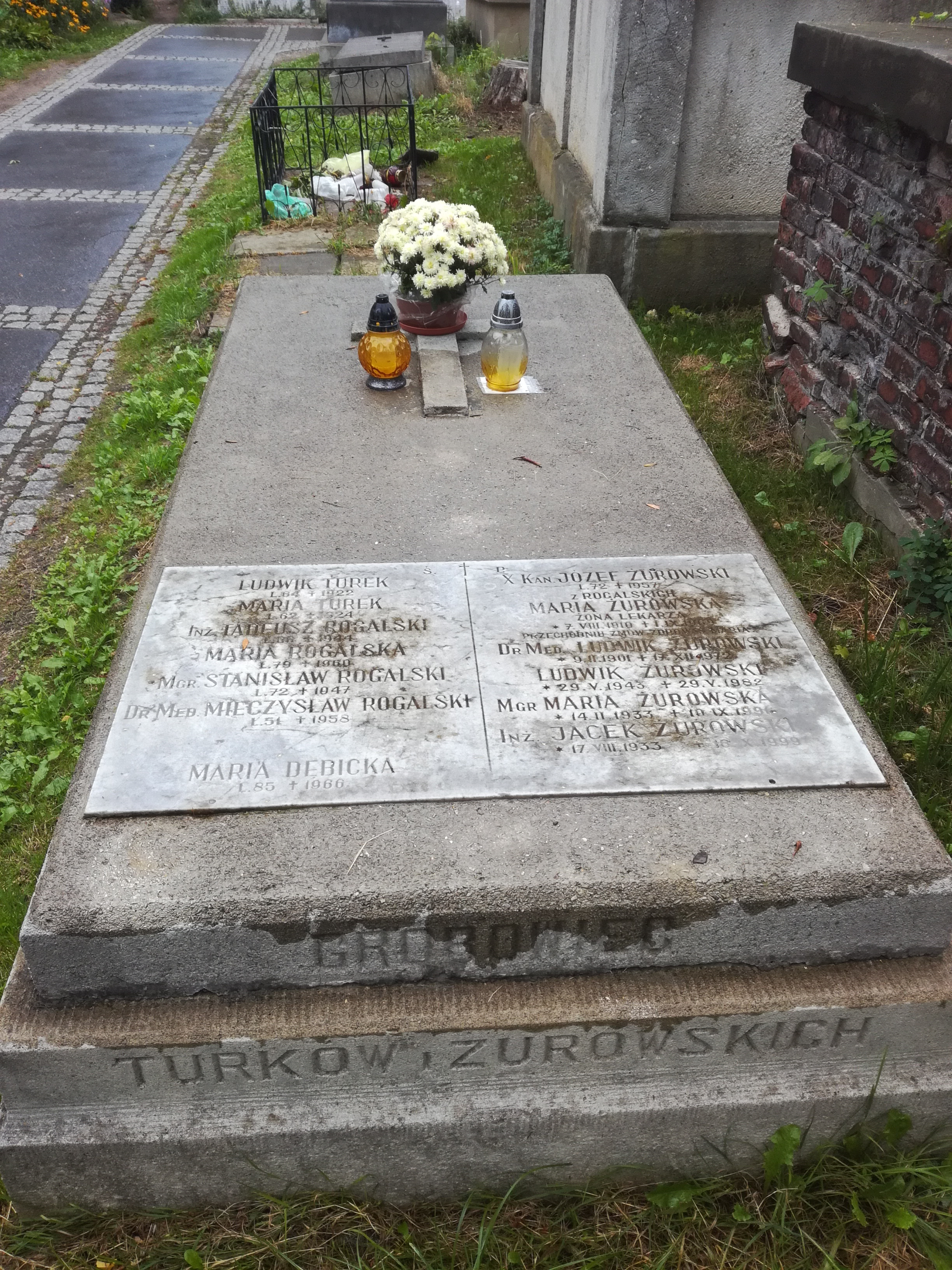
Grób Ludwika Żurowskiego na cmentarzu Rakowickim